# لیما (بازیکن فوتبال، زاده ۱۹۴۲)
لیما (به پرتغالی: Lima؛ ۱۸ ژانویهٔ ۱۹۴۲ – ۳ فوریهٔ ۲۰۲۵) بازیکن فوتبال اهل برزیل بود.
از جمله باشگاه‌هایی که وی در آنها بازی کرده‌، می‌توان به باشگاه فوتبال سانتوس و باشگاه فوتبال فلومیننزه اشاره کرد.
وی همچنین در تیم ملی فوتبال برزیل بازی کرده‌است.